# (5635) Cole
(5635) Cole est un astéroïde de la ceinture principale.

## Description
(5635) Cole est un astéroïde de la ceinture principale. Il fut découvert le 2 mars 1981 à Siding Spring par Schelte J. Bus. Il présente une orbite caractérisée par un demi-grand axe de 2,38 UA, une excentricité de 0,27 et une inclinaison de 7,3° par rapport à l'écliptique.

## Compléments